# Vojnegovac
Vojnegovac (cyr. Војнеговац) – wieś w Serbii, w okręgu pirockim, w mieście Pirot. W 2011 roku liczyła 219 mieszkańców.